# 近革葉樓梯草
近革葉樓梯草（学名：[Elatostema subcoriaceum] 错误：{{Lang}}：文本有斜体标记（帮助））为蕁麻科樓梯草屬下的一个种。

## 扩展阅读
- 維基物種上的相關：近革葉樓梯草